# Batallón de Operaciones Electrónicas 601
El Batallón de Operaciones Electrónicas 601 (B Op Elec 601) es una unidad del Ejército Argentino con sede en la Guarnición de Ejército «City Bell» y dependiente de la Jefatura de la Agrupación de Comunicaciones 601.

## Historia
Se creó en 1975 como «Compañía de Operaciones Electrónicas 602», dependiente del Batallón de Comunicaciones de Comando 601. En 1982 esta compañía participó de la guerra de las Malvinas.
En 1986 se transformó en «Batallón de Operaciones Electrónicas 601» y se instaló en la guarnición de City Bell.